# Prihova, Oplotnica
Prihova este o localitate din comuna Oplotnica, Slovenia, cu o populație de 68 de locuitori.